# Kloster Glenluce
Das Kloster Glenluce (englisch Glenluce Abbey, schottisch-gälisch Abaid Ghlinn Lus) war eine Zisterzienserabtei in Schottland. Es liegt 1,5 Kilometer nordwestlich des Orts Glenluce in der Council Area Dumfries and Galloway. Die Anlage ist als Scheduled Monument geschützt.

## Geschichte
Das Kloster wurde im Jahr 1192 von Roland, Lord of Galloway, gestiftet. Kloster Glenluce war eine Tochtergründung von Kloster Dundrennan, einer Tochter von Kloster Rievaulx in Yorkshire (England), das wiederum ein Tochterkloster der Primarabtei Clairvaux war. Im Jahr 1235 wurde das Kloster während eines Volksaufstandes beschädigt. Sowohl Robert the Bruce, Jakob IV., als auch Mary, Queen of Scots sollen das Kloster besucht haben. Nach der schottischen Reformation 1560 geriet das Kloster in Verfall. Die Mönche, die den neuen Glauben akzeptierten, durften in der Abtei wohnen bleiben. Der letzte verstarb 1602, womit das Kloster formal aufhörte zu existieren. Die Anlage gehört heute dem National Trust for Scotland und wird von Historic Scotland betreut.
„Glenluce“ (anglisiert) oder Gleann Lus (lateinisch Vallis Lucis) bedeutet „Tal des Lichtes“ auf Deutsch.

## Bauten und Anlage
Die Anlage folgte dem üblichen Schema. Die Kirche (Early English) hatte ein Querschiff. Chor und Teile des Südquerschiffs sind ruinös erhalten. Die Klausur liegt südlich der Klosterkirche. Der gewölbte Kapitelsaal mit einer zentralen Säule wurde 1470 errichtet. Ein Teil des Kreuzgangs wurde wiedererrichtet.